# مسجد شیخ عبدالصمد
مسجد شیخ عبدالصمد مربوط به دوره ایلخانی است و در آران و بیدگل، بخش شمالی بافت قدیم، محله خانقاه واقع شده و این اثر در تاریخ ۱۰ مهر ۱۳۸۰ با شمارهٔ ثبت ۴۱۸۷ به‌عنوان یکی از آثار ملی ایران به ثبت رسیده است.